# Armin Stroh
Armin Stroh (* 24. April 1912 in Reutlingen; † 6. März 2002 in Burglengenfeld) war ein deutscher Prähistoriker sowie Leiter der Außenstelle des Bayerischen Landesamtes für Denkmalpflege in Regensburg.

## Leben
Er studierte Vor- und Frühgeschichte an den Universitäten Freiburg, Kiel, Tübingen, Wien und Marburg. An letzterer Universität wurde er 1938 bei Gero von Merhart mit dem Thema „Die Rössener Kultur in Südwestdeutschland“ promoviert. Er blieb anschließend in Marburg und hatte an der Universität 1939 eine Assistentenstelle inne. Danach musste er zur Deutschen Wehrmacht einrücken; während seines Einsatzes an der Ostfront geriet er in russische Gefangenschaft. Nach seiner Entlassung wurde er 1948 von Werner Krämer an das Bayerische Landesamt für Denkmalpflege geholt. 1951 wurde er kurzfristig Museumsassessor am Regensburger Stadtmuseum, kehrte dann wieder an das Bayerische Landesamt für Denkmalpflege zurück, wobei er 1952 die neu gegründete Außenstelle in Regensburg übernahm. 1958 erlitt er einen schweren Verkehrsunfall, der 1967 zu seiner dauernden Dienstunfähigkeit führte; er musste als Oberkonservator beim Bayerischen Landesamt für Denkmalpflege ausscheiden, arbeitete aber weiterhin bis zu seinem Tod an seinen wissenschaftlichen Projekten.

## Wirken
Armin Stroh hatte nicht nur die archäologische Denkmalpflege von Regensburg und der Oberpfalz unter abenteuerlichen Umständen zu bewältigen, sondern auch jene im Landkreis Kelheim. Zusätzlich musste er die vor- und frühgeschichtliche Abteilung des Regensburger Stadtmuseums mit Schausammlung, Depot und Werkstatt leiten. „Um die flächendeckende archäologische Denkmalpflege am Leben zu erhalten, bemühte sich Stroh, ehrenamtliche Mitarbeiter auszubilden, denen er auch Blankovollmachten für Notbergungen ausstellte. Ein solches Vorgehen erwies sich als bitter notwendig, denn gerade in dieser für die Denkmalpflege schweren Zeit blühte nicht nur die Bauwirtschaft; im Lößgebiet des Donautals ermöglichten außerdem stärkere Traktoren das Tiefpflügen in einem vorher ungeahnten Maß, was zu einer katastrophalen Dezimierung des Bestandes an archäologischen Denkmälern führte. Buchstäblich ganze Gräberfelder wurden nun an die Ackeroberfläche befördert, und es bedurfte schnellen Handelns, bevor die noch kenntlichen Fundzusammenhänge durch Eggen und weiteres Pflügen wieder zerstört wurden.“ In den 1960er Jahren erfolgten die archäologischen Exkursionen mit dem Fahrrad und bis Ende der 1960er Jahre musste er sich mit einem Moped begnügen, welches das offizielle Dienstfahrzeug der Außenstelle Regensburg des Bayerischen Amtes für Denkmalpflege war. Mit dem Wettlauf zwischen wirtschaftlicher Nutzung und der wissenschaftlich begleiteten Bergung von Bodenfunden hatte Armin Stroh auch bei einem Grabungsfeld am Main-Donau-Kanal im unteren Altmühltal zu tun, als er 1975 stark überackerte bronzezeitliche Grabhügel freilegte.
Seine Kompetenz hat er auch für die genauere Bestimmung von Einzelfunden, wie etwa dem einer latènezeitlichen Tierfigur aus Ton bei Strahlfeld, der Allgemeinheit zur Verfügung gestellt.
Sein Hauptwerk sind wohl die von ihm dokumentierten Ausgrabungen von Schirndorf bei Kallmünz, die er in einem sechsteiligen Werk nach seiner Pensionierung festgehalten hat. Ein Standardwerk ist sicher auch sein Werk über Die vor- und frühgeschichtlichen Geländedenkmäler der Oberpfalz, in welchem er akribisch alle diese archäologischen Spuren in der Oberpfalz mit den Möglichkeiten seiner Zeit beschrieben hat.

## Ehrungen
- Korrespondierendes Mitglied des Deutschen Archäologischen Instituts
- Bundesverdienstkreuz (1977)

## Publikationen
Monografien
- Das hallstattzeitliche Gräberfeld von Schirndorf Landkreis Regensburg. Band 1. Verlag Michael Lassleben, Kallmünz 1979, ISBN 3-7847-5035-4.
- Das hallstattzeitliche Gräberfeld von Schirndorf, Ldkr. Regensburg. Band 2. Verlag Michael Lassleben, Kallmünz 1988, ISBN 3-7847-5036-2.
- Das hallstattzeitliche Gräberfeld von Schirndorf, Ldkr. Regensburg. Band 3. Verlag Michael Lassleben, Kallmünz 2000, ISBN 3-7847-5037-0.
- Das hallstattzeitliche Gräberfeld von Schirndorf, Ldkr. Regensburg. Band 4. Verlag Michael Lassleben, Kallmünz 2000, ISBN 3-7847-5038-9.
- Das hallstattzeitliche Gräberfeld von Schirndorf, Ldkr. Regensburg. Band 5. Verlag Michael Lassleben, Kallmünz 2001, ISBN 3-7847-5078-8.
- Das hallstattzeitliche Gräberfeld von Schirndorf, Ldkr. Regensburg. Band 6: Studien zu den Geschirrausstattungen. Verlag Michael Lassleben, Kallmünz 1999, ISBN 3-7847-5079-6.
- Römisch-Germanisches Zentralmuseum (Hrsg.): Nochmals: Mäuse und Kröten. Verlag des Römisch-Germanischen Zentralmuseums, Mainz 1996.
- Steindeckengräber? München 1987.
- Siedlungsfunde zu den karolingisch-ottonischen Reihengräbern bei Burglengenfeld (Oberpfalz). Beck, München 1983.
- Ein römisches Gewicht aus dem transdanubischen Vorland? Beck, München 1976.
- Die vor- und frühgeschichtlichen Geländedenkmäler der Oberpfalz (= Materialhefte zur bayerischen Vorgeschichte. Reihe B, Band 3). Verlag Michael Lassleben, Kallmünz 1975, ISBN 3-7847-5030-3.
- Vorgeschichtlicher Überblick. München 1970.
- Untersuchung an der Ostseite des Lagers der Legio III Italica in Regensburg. Berlin 1971.
- Bemerkungen zum hallstattzeitlichem Totenkult in der Oberpfalz. Berlin 1970.
- Unsere Oberpfalz: Vor- und frühgeschichtliche Beiträge zu ihrem Werden. Band 1 + 2. Verlag Michael Lassleben, Kallmünz 1966.
- Der Maifelsen bei Essing im Ldkr. Kelheim (Niederbayern). Verlag Schweizerbart, Stuttgart 1965.
- Gräber der Urnenfelderzeit bei Schalkenthan, Gemeinde Süß, Landkreis Amberg/Opf. Beck, München 1964.
- Jüngere Steinzeit in der Oberpfälzer Alb. Verlag Michael Lassleben, Kallmünz 1963.
- Der Maximilianfelsen im Landkreis Eschenbach (Oberpfalz): zu einer Gattung obertägiger Bodendenkmäler. Beck, München 1962.
- Hügelgrab bei Luhe ausgegraben. Knauf, Weiden 1956.
- Neue Beobachtungen an eisenzeitlichen Grabhügeln in der Oberpfalz. München 1955.
- Die Reihengräber der Karolingisch-Ottonischen Zeit in der Oberpfalz. Verlag Michael Lassleben, Kallmünz 1954.
- Führer durch die Sammlungen der Stadt Regensburg. Band 2: Minoritenkloster und -kirche, Grabmäler, Steinplastik, Waffen. Verlag Mittelbayerische Druck- und Verlags-Gesellschaft, Regensburg 1953.
- Führer durch die Sammlungen der Stadt Regensburg. Band 1: Vor- und frühgeschichtliche Abteilung Ort: Regensburg. Verlag Mittelbayerische Druck- und Verlags-Gesellschaft, Regensburg 1953.
- Karolingerzeitliche Reihengräber in Nabburg/Oberpfalz. Berlin 1953.
- Grundriß zur Vorgeschichte Schwabens (= Schwäbische Heimatkunde. Band 6). Verlag des Heimatpflegers von Schwaben, Kempten 1951.
- Die Rössener Kultur in Südwestdeutschland. Dissertation 1939.

Zeitschriftenbeiträge
- Fischbach: Ein Beitrag zur schriftlosen Geschichte der Oberpfalz. In: Verhandlungen des Historischen Vereins für Oberpfalz und Regensburg. 1970, Band 110, S. 181–196.
- Vor- und frühgeschichtliche Wallanlagen am Schlossberg bei Kallmünz. In: Führer zu vor- und frühgeschichtlichen Denkmälern. 1967, Band 6, S. 43–45.
- Untersuchungen an der Römermauer in Regensburg. In: Neue Ausgrabungen in Deutschland. 1958, S. 425–431.
- Ausgrabungen in dem Ringwall bei Kallmünz. In: Die Oberpfalz. Band 46, 1958, S. 25–29.

Publikationen im Web
- Armin Stroh: Römischer Töpferofen mit einheimischer Keramik von Hailfingen, OA. Rottenburg. In: Germania: Anzeiger der römisch-germanischen Kommission des Deutschen Archäologischen Instituts. Band 18, 1934 (uni-heidelberg.de).
- Armin Stroh: Bericht der vorgeschichtlichen Abteilung des Museums Regensburg vom 1. Dezember 1953 bis 31. Oktober 1954 (heimatforschung-regensburg.de PDF).